# Alessandro Pugno
Alessandro Pugno es un cineasta, fotógrafo y poeta italiano que trabaja en España. 
En 2013 ha realizado el documental "A la sombra de la cruz" (All'ombra della croce), un documental que trata acerca de los niños cantores del Valle de Cuelgamuros. La película ha sido galardonada en el Festival de Málaga de Cine Español como mejor documental.
En 2018 dirige el documental "Jamón: a Story of Essence" sobre el jamón ibérico. El documental ha sido estrenado en el Festival de Málaga de Cine Español y difundido a través PrimeVideo.

## Filmografía
- La cuna del águila (La culla delle aquile). Italia, 2008.
- Las tres distancias (Le Tre distanze). Italia, 2011. Realizado con Mariano Surbone
- A la sombra de la cruz (“All´ ombra della croce”). Italia / España, 2013.
- La Espera, La película, 2022, ( España ) . Docuserie.

## Premios
- A la sombra de la cruz: Biznaga de Plata al Mejor documental en el Festival de Málaga 2013.
- Las tres distancias: premiada en el Festival de Cine de Torino 2009